# Göllersbach
Der Göllersbach ist ein linker Zufluss der Donau in Niederösterreich.

## Name
Der Name leitet sich vom slawischen Personennamen *Jelenь (= Hirsch) ab.

## Geographie

### Quelle
Der Göllersbach entspringt im niederösterreichischen Weinviertel westlich des Schlosses Ernstbrunn in einer Seehöhe von ca. 320 m.

### Verlauf
Zunächst fließt er als Kleiner Göllersbach durch den Ernstbrunner Wald nach Westen. Er verlässt diesen in einer Talmulde, die im Süden noch vom Ernstbrunner Wald und im Norden von Ausläuferhügel desselben (Reisberg, Latschenberg) begrenzt wird. Darauf beziehen sich die dortigen Ortsnamen im Thale (Enzersdorf im Thale, Altenmarkt im Thale, Eggendorf im Thale). Bei Aspersdorf schwenkt er nach Süden und durchfließt die  Bezirkshauptstadt Hollabrunn sowie die ihm benannte Marktgemeinde Göllersdorf, wo er mitten durch den Schlosspark Schönborn fließt.

### Mündung
Im westlichen Stadtgebiet von Stockerau mündet der Göllersbach in einen Altarm der Donau, den „Stockerauer Arm“, der unter anderem auch von der Schmida gespeist wird. Vor der Mündung unterhalb des Kraftwerkes Greifenstein, wenige Meter oberhalb der Schiffswerft Korneuburg, münden beide gemeinsam im Altarm „Krumpenwasser“ in die Donau.

### Zuflüsse
Von der Quelle zur Mündung:
- Waldbach, (links), Einzugsgebiet: 12 km², Flussordnungszahl: 1
- Glasweiner Bach (Krobatengraben), (links), Einzugsgebiet: 13,6 km², Flussordnungszahl: p; erste urkundliche Erwähnung im Jahr 1673, benannt nach der Glasweinwiese beim Schloss Glaswein
- Gießbach, (rechts) zwischen Enzersdorf im Thale und Altenmarkt im Thale, Einzugsgebiet: 3 km², Flussordnungszahl: p; benannt vermutlich als Bach mit geringer Strömung
- Ameisenberggraben (Im hohen Tale), (links), Einzugsgebiet: 4,1 km², Flussordnungszahl: p; benannt vermutlich als Bach der nach dem Ameisberg benannt ist
- unbenannter Zubringer
- Timmelbach oder Weierburgbach, (links) in Eggendorf im Thale, Einzugsgebiet: 8,1 km², Flussordnungszahl: 1; erste urkundliche Erwähnung im Jahr 1204, benannt nach dem Bach bei Weyerburg
- Gmoosbach, (rechts) in Aspersdorf, Einzugsgebiet: 132,4 km², Flussordnungszahl: 4; benannt vermutlich nach dem Bach der durch versumpftes Gelände fließt
- Suttenbrunner Graben, (rechts) zwischen Aspersdorf und Hollabrunn
- Runzenbach, (rechts) in Hollabrunn, Einzugsgebiet: 21,6 km², Flussordnungszahl: 2
- Puchbach, (rechts) in Breitenwaida, Einzugsgebiet: 8,8 km², Flussordnungszahl: 1; erste urkundliche Erwähnung im Jahr 1120, benannt nach dem Bach bei Puch
- Froschaubach (Stelzendorfer Bach), (links) in Großstelzendorf; benannt vermutlich nach der Au in der viele Frösche vorkommen
- Eitzersthaler Bach (Etzesthaler Bach), (rechts) zwischen Großstelzendorf und Göllersdorf
- Porraubach, (links) in Viendorf, Einzugsgebiet: 25,6 km², Flussordnungszahl: 2; benannt nach dem Bach bei Porrau
- Gruber Bach, links, Einzugsgebiet: 8,8 km², Flussordnungszahl: 1
- Ringendorfer Graben, (links) in Untermallebarn, Einzugsgebiet: 10,6 km², Flussordnungszahl: 1; erste urkundliche Erwähnung im Jahr 1283, benannt nach dem Graben, der nach Ringendorf benannt ist
- Parschenbrunner Bach, (rechts) in Sierndorf, Einzugsgebiet: 16,9 km², Flussordnungszahl: 2; erste urkundliche Erwähnung im Jahr 1188 (Porssenpronnen), benannt nach dem Wasser mit Barschen

## Geschichte
Am Göllersbach und seinen Zuflüssen befanden sich in früheren Zeiten zahlreiche Wassermühlen. Insgesamt 47 Mühlen befanden sich einst entlang des Einzugsgebietes des Göllersbaches zwischen Enzersdorf im Thale und der Mündung in die Donau, von denen noch zahlreiche Bauwerke, mittlerweile für andere Zwecke genutzt, bis in die Gegenwart überdauert haben.
Aufgrund der regelmäßigen Überschwemmungen wurde der Göllersbach ab der 2. Hälfte des 19. Jahrhunderts mehrmals reguliert. Seine heutige Form erhielt der Bach im Zuge der letzten Regulierungsmaßnahmen bis in die 1970er Jahre. Dabei wurde der Bach in einem Gerinne gefasst, wobei die Sohle um bis zu 6 m abgesenkt wurde.
Regulierungsabschnitte am Göllersbach und deren Umsetzung:
- Stockerau – Oberolberndorf: 1931 bis 1934
- Sierndorf: 1935 bis 1941
- Höbersdorf – Obermallebarn: 1948 bis 1952
- Göllersdorf: 1952 bis 1958
- Großstelzendorf: 1958 bis 1962
- Breitenwaida: 1962 bis 1966
- Dietersdorf – Sonnberg: 1970 bis 1973
- Sonnberg – Hollabrunn: 1970 bis 1973
- Hollabrunn bis Bahnstraße: 1973 bis 1976
- Hollabrunn bis Znaimerstraße: 1976 bis 1979
- Hollabrunn – Aspersdorf: n.n.

Regulierungsabschnitte am Kleinen Göllersbach und deren Umsetzung:
- Aspersdorf: 1973 bis 1974
- Kleinstetteldorf – Eggendorf im Thale: 1963 bis 1968
- Altenmarkt im Thale (unterer Abschnitt): 1958
- Altenmarkt im Thale (oberer Abschnitt): 1966 bis 1968
- Enzersdorf im Thale: 1974 bis 1980

Regulierungsabschnitte am Gmoosbach und deren Umsetzung:
- Aspersdorf – Hetzmannsdorf: 1949 bis 1955

Bis zur vollständigen Klärung der kommunalen Abwässer in Kläranlagen in die 2000er Jahre war der Göllersbach bzw. seine Zuflüsse auch Vorflut für die ungereinigten Abwässer. Dies machte sich vor allem in der schlechtesten Gewässergüteklasse von IV lange Zeit bemerkbar.
siehe auchListe der ehemaligen Mühlen am Göllersbach

## Besonderheiten
Obwohl der Göllersbach ca. 61 km lang ist, führt er sehr wenig Wasser, ein Schicksal, welches er sich mit den meisten Flüssen des Weinviertels teilt. Grund dafür sind die flussbaulichen Maßnahmen wie Begradigungen und Trockenlegungen ab Mitte des 19. Jahrhunderts.
Siehe auch: Gewässer im Weinviertel